# Paul Joseph Mukungubila Mutombo

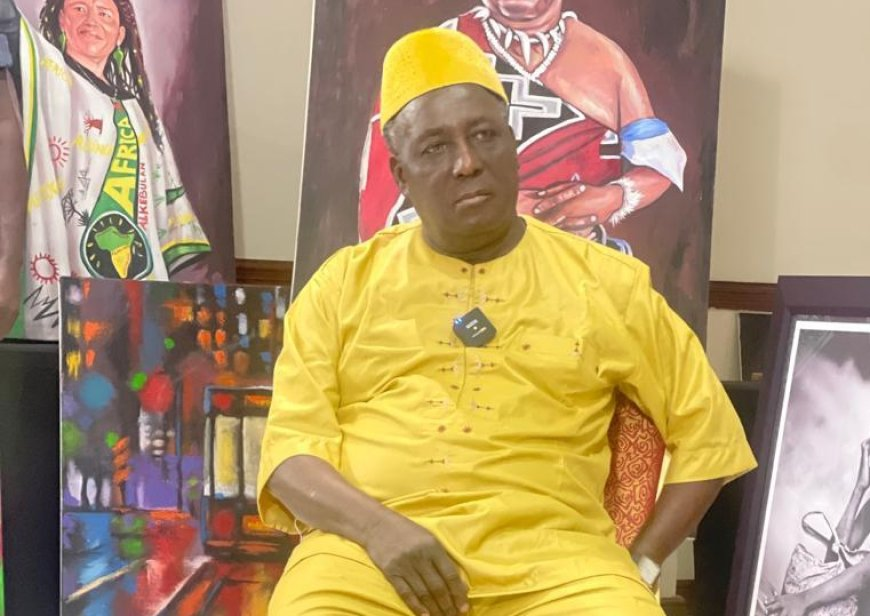
Paul Joseph Mukungubila Mutombo, 2023

Paul Joseph Mukungubila Mutombo, auch bekannt als Gideon Mukungubila (* 26. Dezember 1947 in Kalemie) ist ein freievangelischer Pastor, Fernsehprediger und selbsternannter Prophet des Ewigen in der Demokratischen Republik Kongo. Er ist ein Luba aus Kabalo in der Provinz Katanga.

## Werdegang
Der ehemalige Soldat Mukungubila lebt in Lubumbashi. Als Prophet des Ewigen, Fernsehprediger und in sozialen Medien verfolgt er seine angeblich göttliche Mission, den Kongo zu erretten. Auch wenn er in erster Linie spirituelle Bedürfnisse bei seinen Anhängern befriedigt, sind seine Schmähreden oft auch politisch und gewaltgeladen. Dabei richtet er sich einerseits gegen die Tutsi und die Ruander, andererseits gegen Präsident Joseph Kabila. Zu dessen Vorgänger Laurent-Désiré Kabila hatte er hingegen ein gutes Verhältnis, weshalb er von 1992 bis 1994 auch eine wöchentliche Sendung im Fernsehen hatte, die viel zu seinem Bekanntheitsgrad beitrug.
Mukungubila war einer von 33 Präsidentschaftskandidaten bei der Präsidentschaftswahl 2006, er erreichte jedoch nur 0,35 % der Stimmen.

### Anschläge vom 30. Dezember 2013
Am 30. Dezember 2013 griffen etwa 100 Männer, die sich als Anhänger Mukungubilas ausgaben, den Flughafen Ndjili in der Provinz Kinshasa und die Basis des Generalstabs an. Außerdem besetzten sie für mehrere Stunden den Flughafen von Kindu und das staatliche Fernsehen RTNC, über das sie verkünden ließen, "Gideon Mukungubila ist gekommen, um euch aus der Sklaverei der Ruander zu befreien." Dies ist eine Aussage, die sich auf das weitverbreitete Gerücht der Opposition, Präsident Kabila sei kein Kongolese, sondern Ruander, bezieht. Bei den Anschlägen gab es mindestens 55 Tote, davon drei auf Seiten der Sicherheitskräfte.
Bei Tumulten in Lubumbashi zwischen Anhängern Mukungubilas und Sicherheitskräften am gleichen Tag gab es 28 Verletzte und 35 bis 70 Tote. Am 15. Mai 2014 wurde Mukungubila zwar in Johannesburg verhaftet, jedoch auf Kaution wieder freigelassen. Dem Auslieferungsgesuch des Kongos wurde am 15. Mai 2015 "mangels Beweisen" nicht stattgegeben.